# Système d’identification du répertoire des établissements
Das Système d’identification du répertoire des établissements, oder kurz numéro SIRET bzw. SIRET ist eine Erweiterung des in Frankreich verwendeten SIREN-Codes um fünf Stellen, um eine weitere Betriebstätte/Zweigniederlassung eines Unternehmens systematisch zu erfassen.

## Aufbau, Vergabe

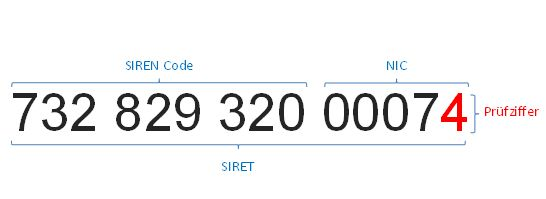

Die SIRET-Nummer wird vom Institut national de la statistique et des études économiques (INSEE) vergeben. Die SIRET-Nummer besteht aus 14 Stellen. Der erste Teil mit neun Stellen bildet der SIREN-Code und der zweite Teil mit fünf Stellen, Numéro Interne de Classement (NIC) genannt, bildet die Erweiterung, mit welcher die SIREN-Nummer zur SIRET-Nummer wird.
Die letzten fünf Stellen sind wiederum unterteilt in die ersten vier Stellen, die einer bestimmten Betriebsstätte/Zweigstelle zugewiesen sind und die letzte Stelle, die eine Prüfziffer darstellt. Mit der Prüfziffer wird die Richtigkeit des Codes überprüft und zur Berechnung der Prüfziffer der Luhn-Algorithmus verwendet.
Die Vergabe des SIRET-Code durch INSEE erfolgt anhand der gemeldeten Betriebsstätte/Zweigstelle der Reihe nach (im nebenstehenden Beispiel wird die siebte Betriebsstätte/Zweigniederlassung des Unternehmens mit dem SIREN 732 829 320 dargestellt).

### Ausnahmen
Anstelle des SIREN-Code bzw. SIRET findet sich in der Praxis teilweise noch die frühere Kennzeichnung von Unternehmen. Diese bestand aus der Angabe des Gründungsjahrs (zweistellig), dem Buchstaben der zuständigen Abteilung beim französischen Handelsregister (RCS) und einer drei- oder vierstelligen fortlaufenden Ziffernfolge. Beispiel: 65 B 1234 bedeutet, dass das Unternehmen im Jahr 1965 gegründet wurde und es eine Handelsgesellschaft ist (B). Die SIRET-Nummer ist nicht immer ein 14-stelliger Zahlencode. In bestimmten Gebieten, wie z. B. in Monaco, kann der Code auch Buchstaben enthalten. Beispiel: MONACOCONFO001.

## EORI-Nummer

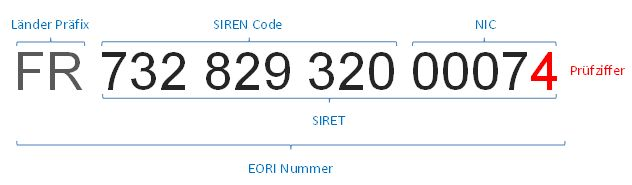

Aus der SIRET wird durch das Voranstellen der Länderkennung „FR“ eine EORI-Nummer. Diese erhält ihre Gültigkeit durch die Anmeldung bei der nationalen Registrierungsstelle als EORI-Nummer. Im nebenstehenden Beispiel wird die EORI-Nummer der siebten Betriebsstätte/Zweigniederlassung des Unternehmens mit dem SIREN 732 829 320 dargestellt.